# Opcja barierowa
Opcja barierowa (ang. barrier option) – rodzaj opcji egzotycznej, której okres ważności zależy od tego, czy wartość instrumentu bazowego przekroczy określoną barierę czy nie.
Rodzaje opcji barierowych zależą od takich parametrów:
- umiejscowienie bariery (wyżej lub niżej od ceny spot instrumentu bazowego),
- rodzaj bariery – aktywująca czy dezaktywująca.

Poza tym, bariera może być:
- pojedyncza (ang. single barrier),
- podwójna (ang. double barrier),
- cząstkowa (ang. partial-time barrier).

Opcje barierowe dzielimy na opcje wejścia i wyjścia. Opcja wejścia uaktywnia się po przekroczeniu ceny instrumentu bazowego ustalonej bariery, z kolei opcja wyjścia przestaje być aktywna w momencie przekroczenia ceny instrumentu bazowego ustalonej bariery.